# Franziska Gude
Franziska Gude, född den 19 mars 1976 i Göttingen, Tyskland, är en tysk landhockeyspelare.
Hon tog OS-guld i damernas landhockeyturnering i samband med de olympiska landhockeytävlingarna 2004 i Aten.